# Mikael Agricola

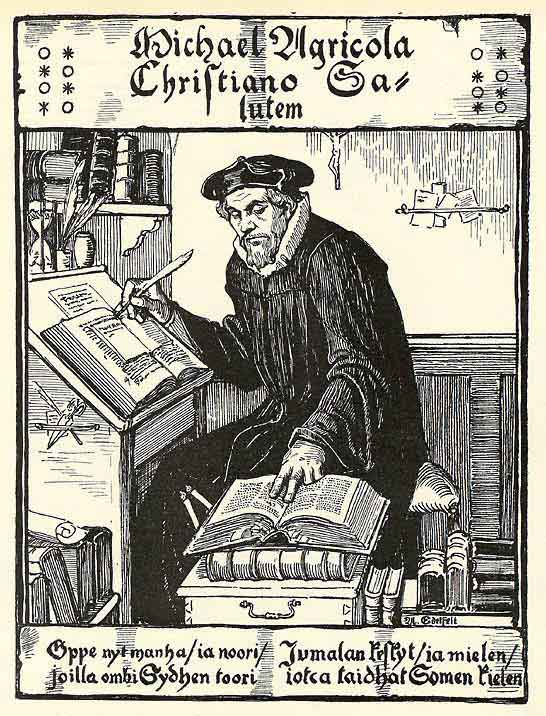
Mikael Agricola

Mikael Agricola ( pronunciation (ajutor·info)) (c. 1510 Pernaja – 9 aprilie, 1557 Uusikirkko) a fost un cleric finlandez considerat întemeietorul limbii finlandeze literare și unul din cei mai importanți reformatori protestanți din Finlanda și Suedia.
Agricola a tradus pentru prima data Noul Testament în limba finlandeză. Publicat în 1548, conține 718 pagini și numeroase illustrații.
A mai tradus cărți de rugaciune, imnuri religioase, lucrări liturgice, punând astfel la punct regulile ortografice ce stau la baza limbii finlandeze moderne.
Agricola a fost consacrat ca episcop al orașului Turku în 1554, fără a obține însă acceptul papei. De aceea, a început reforma bisericii finlandeze după principiile lui Luther.
Ziua de 9 aprilie, în care Agricola a decedat, este sărbatorită în Finlanda ca zi a limbii finlandeze, iar instituțiile publice arborează drapelul național.

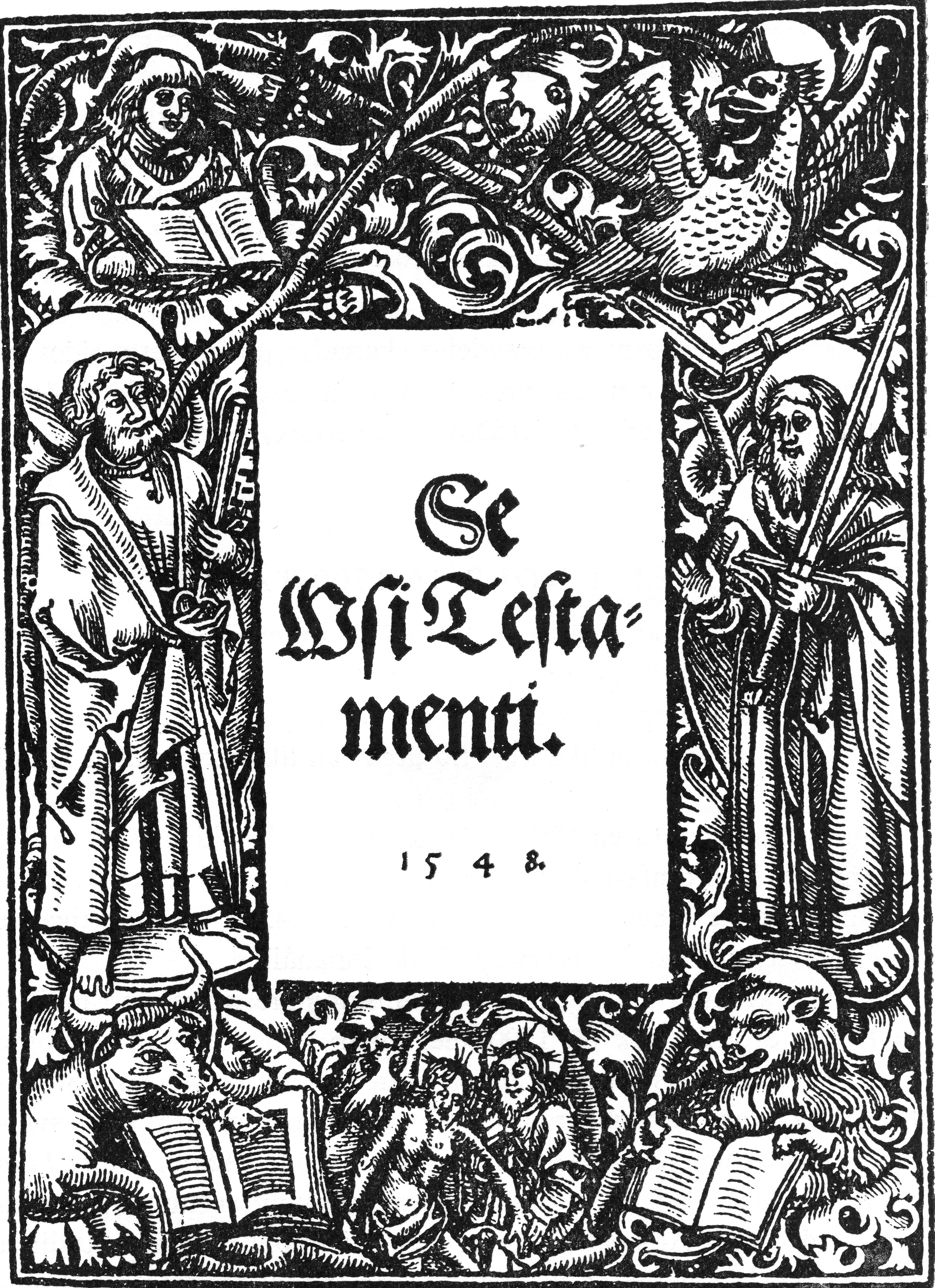
Coperta Noului Testament